# فهد المنيف (لاعب كرة قدم مواليد 1994)
فهد المنيف لاعب كرة قدم سعودي و يلعب في مركز مدافع و يلعب حالياً مع نادي نيوم.

## مسيرة اللاعب
لعب سابقاً في نادي الفيصلي و نادي النجوم و نادي العروبة و نادي القيصومة ونادي الكوكب ونادي العدالة ونادي الرياض ونادي نيوم.

## روابط خارجية
- فهد المنيف على موقع قاعدة بيانات كرة القدم.إي يو (الإنجليزية)
- فهد المنيف على موقع Soccerway.com (الإنجليزية)